# Північно-Кавказький край
45°42′ пн. ш. 43°06′ сх. д. / 45.7° пн. ш. 43.1° сх. д.
Північно-Кавказький край (рос. Северно-Кавказский край) — адміністративно-територіальна одиниця РРФСР у 1924—1937.

## Північно-Кавказький край у 1924—1934
Перетворена 17 жовтня 1924 з Південно-Східної області й приєднаних Таганрізької й Шахтинської округ Донецької губернії Української СРР. Адигейської (Черкеської) АО, Карачаєво-Черкеської АО, Кабардино-Балкарської АО, Північно-Осетинської АО, Інгуської АО, Чеченської АО та Сунженського козацького округу.
Адміністративний центр — Ростов-на-Дону.

### Адміністративний поділ на 1925
Декретом ВЦВК від 26 січня 1925 затверджено «Положення про Північно-Кавказький край з центром у місті Ростові-на-Дону». Край поділявся на 10 округів:
- Армавірський округ,
- Донський округ,
- Донецький округ,
- Кубанський округ,
- Майкопський округ,
- Морозовський округ,
- Сальський округ,
- Ставропольський округ,
- Терський округ,
- Чорноморський округ,
- місто Грозний було у краї на правах 11-го округу;

й 4 автономні області;
- Адигейська (Черкеська) АО,
- Кабардино-Балкарська АО,
- Карачаєво-Черкеська АО,
- Чеченська АО.[2]

### Національний склад на 1926
Національний склад Північно-Кавказького краю за даними перепису населення СРСР 1926 року:
| національність | чисельність | %       |
| -------------- | ----------- | ------- |
| росіяни        | 3 841 063   | 46,2 %  |
| українці       | 3 106 852   | 37,4 %  |
| чеченці        | 296 282     | 3,6 %   |
| вірмени        | 162 186     | 1,9 %   |
| осетини        | 155 400     | 1,87 %  |
| кабардинці     | 139 689     | 1,68 %  |
| німці          | 93 915      | 1,13 %  |
| інгуші         | 72 043      | 0,86 %  |
| черкеси        | 64 031      | 0,77 %  |
| карачаївці     | 55 068      | 0,66 %  |
| білоруси       | 51 317      | 0,6 %   |
| євреї          | 42 476      | 0,51 %  |
| балкарці       | 33 280      | 0,4 %   |
| інші           | …           | …       |
| всього         | 8 307 934   | 100,0 % |

Переписом 1926 року враховувалося й козацьке населення (єдиний раз у СРСР), коли були пораховані всі, хто вказував свою національність як «козак» або «козачка», хоча у публічний доступ ця інформація так і не потрапила, а збиралася більше для внутрьодержавного вжитку.

### Адміністративний поділ на 1926 рік
У квітні 1926 Карачаєво-Черкеська АО розділена на Карачаєвську АО і Черкеський НО.
Станом на 17 грудня 1926 року в склад краю входили 12 округів, 7 автономних областей й 2 автономних міста, на правах округу:
| Адміністративна одиниця      | Центр                  | Площа, км² | Населення (1926), осіб. |
| ---------------------------- | ---------------------- | ---------- | ----------------------- |
| Армавірський округ           | Армавір                | 21 524     | 927 392                 |
| Донецький округ              | Міллерово              | 17 550     | 374 710                 |
| Донський округ               | Ростов-на-Дону         | 25 809     | 1 132 270               |
| Кубанський округ             | Краснодар              | 35 860     | 1 489 088               |
| Майкопський округ            | Майкоп                 | 14 712     | 330 135                 |
| Сальський округ              | Сальськ                | 36 882     | 471 890                 |
| Ставропольський округ        | Ставрополь             | 26 620     | 727 585                 |
| Сунженський округ            | станиця Слепцовська    | 1 102      | 34 888                  |
| Таганрозький округ           | Таганрог               | 5 029      | 268 394                 |
| Терський округ               | П'ятигорськ            | 27 542     | 643 369                 |
| Чорноморський округ          | Новоросійськ           | 9 415      | 291 437                 |
| Шахтинсько-Донецький округ   | Шахти                  | 23 256     | 540 376                 |
| Адигейська (Черкеська) АО    | Краснодар              | 3 027      | 113 481                 |
| Інгуська АО                  | Владикавказ            | 3 218      | 85 133                  |
| Кабардино-Балкарська АО      | Нальчик                | 10 105     | 204 006                 |
| Карачаєвська АО              | село Мікоян-Шахар      | 8 142      | 64 613                  |
| Північно-Осетинська АО       | Владикавказ            | 6 177      | 152 435                 |
| Черкеський НО                | станиця Баталпашинська | 3 027      | 113 481                 |
| Чеченська АО                 | Грозний                | 12 371     | 509 860                 |
| Владикавказ, автономне місто | Владикавказ            | 84         | 78 346                  |
| Грозний, автономне місто     | Грозний                | 370        | 127 087                 |

### Подальші зміни адміністративного поділу
З огляду на адміністративно-господарське й культурне значення міста Ростов, об'єднаний пленум Донського окрвиконкома й Ростовсько-Нахічеванської міськради на підставі постанови Північно-Кавказького крайвиконкома від 24 жовтня 1928 року вирішив об'єднати з 1 листопада 1928 року міста Ростов й Нахічевань-на-Дону, виділивши їх у самостійну адміністративно-господарську одиницю з безпосереднім підпорядкуванням крайвиконкому.
1928 року Черкеський національний округ перетворений у Черкеську АО.
На початку 1929 року до Чеченської АО приєднано Сунженський козацький округ.
У серпні 1930 року постановою президії Північно-Кавказького крайвиконкома округи були скасовані. З 15 серпня 1930 року окрвиконкомоми були розпущені. На 1930 рік у Північно-Кавказькому краї було 87 районів, 7 національних автономних областей, 10 автономних міст.
У листопаді 1931 року до краю приєднано Дагестанська АРСР.
20 листопада 1933 року у північній частині краю створена Північна область (обласний центр — місто Міллерове).
У січні 1934 року Чеченська АО і Інгуська АО об'єднані у Чечено-Інгуську АО.

## Північно-Кавказький край 1934—1937 роках
10 січня 1934 року з Північно-Кавказького краю було виділено Азовсько-Чорноморський край (західна частина краю). Крайовий центр було перенесено у П'ятигірськ.
У січні 1936 року крайовий центр переведений у місто Орджонікідзе.
У грудні 1936 року Кабардино-Балкарська АО, Північно-Осетинська АО і Чечено-Інгуська АО перетворені на Кабардино-Балкарську АРСР, Північно-Осетинську АРСР і Чечено-Інгуську АРСР відповідно. Вони і Дагестанська АРСР вийшли зі складу краю.
У березні 1937 року Північно-Кавказький край був перейменований на Орджонікідзевський край, який 12 січня 1943 року перейменований на Ставропольський край.

### Адміністративний поділ у 1934—1935 роках
Після поділу краю у 1934 році в складі краю:
- Дагестанська автономна республіка,
- Кабардино-Балкарська автономна область,
- Карачаєвська автономна область,
- Північно-Осетинська автономна область,
- Черкеська автономна область,
- Чечено-Інгуська автономна область,
- Александровський район,
- Благодарненський район,
- Винодєленський район,
- Воронцово-Александровський район,
- Георгієвський район,
- Єссентуцький район, — було скасовано того ж року[8],
- Ізобільно-Тищенський район,
- Курсавський район,
- Медвеженський район,
- Мінераловодський район,
- Моздоцький район,
- Невинномиський район,
- Новоалександровський район,
- Петровський район,
- Прикумський район,
- Ставропольський район,
- Туркменський район.

### Адміністративний поділ у 1935—1937 роках
1935 року впроваджено новий поділ на райони та автономні утворення у складі краю. Замість 17 районів у краї стало 43 райони, підлеглих безпосередньо Північно-Кавказького крайвиконкому:
- Александрійсько-Обільненський район,
- Александровський район,
- Аполлонський район,
- Арзгирський район,
- Архангельський район,
- Благодарненський район,
- Бурлацький район,
- Вінодєленський район,
- Воронцово-Александровський район,
- Георгієвський район,
- Гофіцький район,
- Дмитрієвський район,
- Єгорлицький район,
- Єссентукський район,
- Железноводський район,
- Ізобільненський район,
- Кисловодський район,
- Курсавський район,
- Курський район,
- Лєвокумський район,
- Лібкнехтовський район,
- Медвеженський район,
- Мінераловодський район,
- Митрофановський район,
- Моздоцький район,
- Нагутський район,
- Наурський район,
- Невинномисський район,
- Новоалександровський район,
- Новоселицький район,
- Петровський район,
- Прикумський район,
- П'ятигорський район,
- Совецький район,
- Солдато-Александровський район,
- Спіцевський район,
- Ставропольський район,
- Старомар'євський район,
- Степновський район,
- Суворовський район,
- Труновський район,
- Туркменський район,
- Шпаковський район.

У склад краю також входили:
- Дагестанська АРСР,
- Кабардино-Балкарська автономна область,
- Карачаєвська автономна область,
- Північно-Осетинська автономна область,
- Черкеська автономна область,
- Чечено-Інгуська автономна область.

Перейменовано
- Медвеженский район й с. Медвежьє на Євдокимовський район та на с. Євдокимовське,
- Вінодєленский район на Іпатовський район,
- Митрофановський (колишній Дівенський район) — на Апанасенковський район,
- Прикумський — на Будьонновський район,
- Ставропольский — на Ворошиловський район, місто Ставрополь — на місто Ворошиловськ.

Утворено
Каясулинський район у складі Дагестанської АРСР.

### Зміни за Конституцією СРСР 1936 року
Після прийняття Конституції СРСР 1936 року Кабардино-Балкарська, Північно-Осетинська й Чечено-Інгуська автономні області перетворені на АРСР (Автономні Радянські Соціалістичні Республіки) й разом з Дагестанської АРСР виділені зі складу Орджонікідзевського краю у самостійні адміністративно-територіальні утворення у складі РРФСР.